# City Hall (Metro de Filadelfia)
Palacio Municipal  (City Hall en inglés) es una estación de ferrocarril en la línea de la Calle Broad, línea Verde y la línea Market–Frankford del Metro de Filadelfia. La estación se encuentra localizada en Broad Street & Market Street en Filadelfia, Pensilvania. La estación City Hall fue inaugurada el 1 de septiembre de 1928. La Autoridad de Transporte del Sureste de Pensilvania (por sus siglas en inglés SEPTA) es la encargada por el mantenimiento y administración de la estación.

## Descripción
La estación City Hall cuenta con 2 plataformas centrales y 4 vías. 

## Conexiones
La estación es abastecida por las siguientes conexiones: 
- Rutas de autobuses SEPTA: 4, 16, 17, 27, 31, 32, 33, 38, 44, 48, 62, 124 y 125